# Viktor Nagy
Viktor Nagy (Budimpešta, 24. srpnja 1984.), mađarski vaterpolski vratar. Proglašen je najboljim vratarom Svjetskog prvenstva u vaterpolu 2013. na kojem je Mađarska neočekivano osvojila zlato. Visok je 198 cm i težak 97 kg. Do 2004. igrao je za Budapesti Vasutas Sport Club, a od 2004. do 2013. za Vasas. Od 2013. igrač je Szegeda. Za mađarsku reprezentaciju igra od 2006. godine. Prvim vratarom postao je nakon umirovljenja Zoltána Szécsia.
Osvojio je juniorsko europsko prvenstvo 2002. i juniorsko svjetsko prvenstvo 2003. godine. S klubovima je osvojio pet naslova mađarskog prvaka, dva puta je bio doprvak, a dva puta treći. Četiri puta osvojio je mađarski kup, dva puta je izgubio u završnici. Osvojio je jedan mađarski superkup i jednom je s Vasasom bio treći u Euroligi (2007./08.). Kao igrač Szolnoka osvojio je naslov prvaka Europe 2016./17., što je najveći uspjeh tog kluba, koji je u završnici iznenađujuće razbio branitelja naslova dubrovački Jug 10:5.